# Orto-Tokoi-Talsperre
Die Ortotokoi-Talsperre (kirgisisch Ортотокой суу сактагычы) befindet sich am Oberlauf des Tschüi in Kirgisistan.
Die Talsperre liegt 20 km nordöstlich von Kotschkor flussabwärts am Tschüi. Unterhalb des Staudamms existiert eine Siedlung mit dem Namen Ortotokoi. Die Talsperre wurde zwischen 1957 und 1960 errichtet. Die Fernstraße A365 von Kotschkor zum Yssyk-Köl-See führt am Südufer des Stausees entlang. Die Fläche des Stausees umfasst 26 km². Der Stausee (mit West-Ost-Ausrichtung) hat eine Länge von 12 km. Das Speichervolumen liegt bei 470 Millionen m³.  Die Fallhöhe beträgt 52 m.
Die Talsperre dient hauptsächlich als Wasserspeicher zur Bewässerung der abstrom gelegenen landwirtschaftlich genutzten Flächen.